# Pompeo Gherardo Molmenti
Pompeo Gherardo Molmenti, född den 1 september 1852 i Venedig, död den 24 januari 1928 i Rom, var en italiensk författare.
Molmenti vann erkännande genom sina samvetsgrant studerade och stilistiskt förtjänstfulla arbeten i venetiansk historia och litteraturhistoria: Giorgione (1878), Goldoni (1879), Storia di Venezia nella vita privata delle origini alla caduta della republica (1880; 4:e upplagan 1905), Vittore Carpaccio ed il Tiepolo (1888) och Vittore Carpaccio, la vita e le opere (1905), Venezia, nuovi studi di storia e di arte (1897), La pittura veneziana (1903) och Antonio Fogazzaro (samma år). Dessutom författade han romaner, kritiska och politiska studier med mera.